# Mario Terán
Mario Terán Salazar (Cochabamba, 9 de abril de 1942-Santa Cruz de la Sierra, 10 de marzo de 2022) fue un militar boliviano, suboficial del ejército de Bolivia, conocido por haber ejecutado al Che Guevara, el 9 de octubre de 1967 en una escuela pública del poblado de La Higuera, cerca de la ciudad de Vallegrande, en el departamento de Santa Cruz.
Afirmaba que lo confundían con un homónimo por lo que se mantiene la supuesta responsabilidad del asesinato, aunque según el Instituto de Investigación Histórica Militar de Bolivia, Mario Terán participó en el operativo de captura de Guevara, recogiendo cadáveres de militares bolivianos caídos en combate y luego combatiendo él mismo durante la captura del guerrillero argentino-cubano. Su foto se hizo conocida mundialmente en 1967, captada por la periodista francesa Michèle Ray.
Finalizó la capacitación militar en la Escuela de Sargentos en 1961, en 1967 formó parte del operativo de captura del 'Che' Guevara a mando del general Gary Prado Salmón. Según palabras de Salmón, Mario Terán "quería mantener el anonimato, porque simplemente cumplió voluntariamente la decisión que vino de la Presidencia", en relación con el asesinato del 'Che' Guevara.
Según publicó la revista Paris Match en el periodo en que se produjeron los hechos, Mario Terán relató que tras la captura del Che recibió la orden de su ejecución procedente del presidente  René Barriento, Terán manifestó  

Ése fue el peor momento de mi vida. En ese momento vi al 'Che' grande, muy grande, enorme. Sus ojos brillaban intensamente. Sentía que se echaba encima y cuando me miró fijamente, me dio un mareo. Pensé que con un movimiento rápido el 'Che' podría quitarme el arma. '¡Póngase sereno –me dijo– y apunte bien! ¡Va a matar a un hombre!' Entonces di un paso atrás, hacia el umbral de la puerta, cerré los ojos y disparé.

 En 2014  realizó unas declaraciones al diario español El Mundo en las que afirmaba que no era cierto que fuera él el verdugo de Ernesto Guevara diciendo que había dos o tres Marios Teranes  en el ejército, pero con diferentes apellidos maternos.
Falleció el 10 de marzo de 2022 a los 79 años de edad en  la Corporación del Seguro Social Militar (COSSMIL) ubicada en la ciudad de Santa Cruz de la Sierra debido a un problema pulmonar que padecía desde hace años.

## Frase célebre «¡Póngase sereno! ¡Va a matar a un hombre!»
Luego de la captura, Terán recibió la orden de abrir fuego contra el guerrillero, unos años después de este episodio Mario Terán dijo: «Ése fue el peor momento de mi vida. En ese momento vi al “Che” grande, muy grande, enorme. Sus ojos brillaban intensamente. Sentía que se echaba encima y cuando me miró fijamente, me dio un mareo. Pensé que con un movimiento rápido el “Che” podría quitarme el arma. ‘¡Póngase sereno –me dijo– y apunte bien! ¡Va a matar a un hombre!’ Entonces di un paso atrás, hacia el umbral de la puerta, cerré los ojos y disparé».
Este relato es producto de una entrevista que le realizó Paris Match y la publicó en su número 967 de octubre de 1967.
Años más tarde, Terán vivió en una casa tras gruesos barrotes (algo no habitual) en Santa Cruz de la Sierra. Perseguido por su pasado, negó haber sido él quien finalmente inmortalizó al Che Guevara y afirmó que hubo tres Mario Terán en el ejército boliviano en ese momento.
No obstante Terán se reconoce en su fotografía y reconoce que es él, la misma foto que le fue exhibida a Prado afirmando que es el sargento Terán, quien recibió y cumplió la orden de matar a Guevara.
Sin embargo, según Gary Prado —militar boliviano al mando de los militares que apresaron a Guevara— Terán nunca ha dado una declaración pública sobre el acontecimiento, por lo que esas últimas palabras de Guevara serían una invención quizás con la intención de crear un mito.

### Relaciones con la C.I.A.
La versión más aceptada es que la orden de ejecución provenía del presidente de Bolivia, el general René Barrientos, y del general Alfredo Ovando. El grado de implicación de la CIA en esta decisión está aún abierto a debate, por el propio relato del agente cubano-estadounidense Félix Rodríguez quien afirma haberle dado instrucciones a Terán de cómo ejecutar a Guevara.
En el año 2007 una misión médica cubana le realizó una cirugía de catarata. La noticia se dio a conocer por el periódico oficial cubano Granma que indicaba que le habían devuelto la visión.
En una entrevista para El Mundo en el año 2014, Terán afirmó que la noticia que en su momento difundió Granma es falsa, que nunca estuvo ciego, que fue una pequeña intervención y la misma lastimó su ojo. En la misma entrevista Mario Terán afirmaba que siempre ha considerado a Ernesto Guevara como un invasor de Bolivia.